# Geophagus abalios
Geophagus abalios es una especie de peces de la familia Cichlidae en el orden de los Perciformes.

## Distribución geográfica
Se encuentra en la cuenca del río Orinoco en Venezuela.